# Antef II
Pour les articles homonymes, voir Antef.
Antef II est un roi de la XIe dynastie, pendant la Première Période intermédiaire. Il est probablement le fils du nomarque thébain Montouhotep Ier (proclamé roi de manière posthume) et le frère de son prédécesseur Antef Ier. On situe son règne de -2118 à -2069. Le Canon royal de Turin (5.14) a une lacune sur son nom et lui compte quarante-neuf ans de règne.

## Famille
Son père est probablement Montouhotep Ier, sa mère se nomme Néférou Ire, tandis que son prédécesseur Antef Ier est probablement son frère. Son épouse est probablement sa sœur Néféroukait, avec qui il a un fils le futur Antef III et une fille Iâh.

## Règne

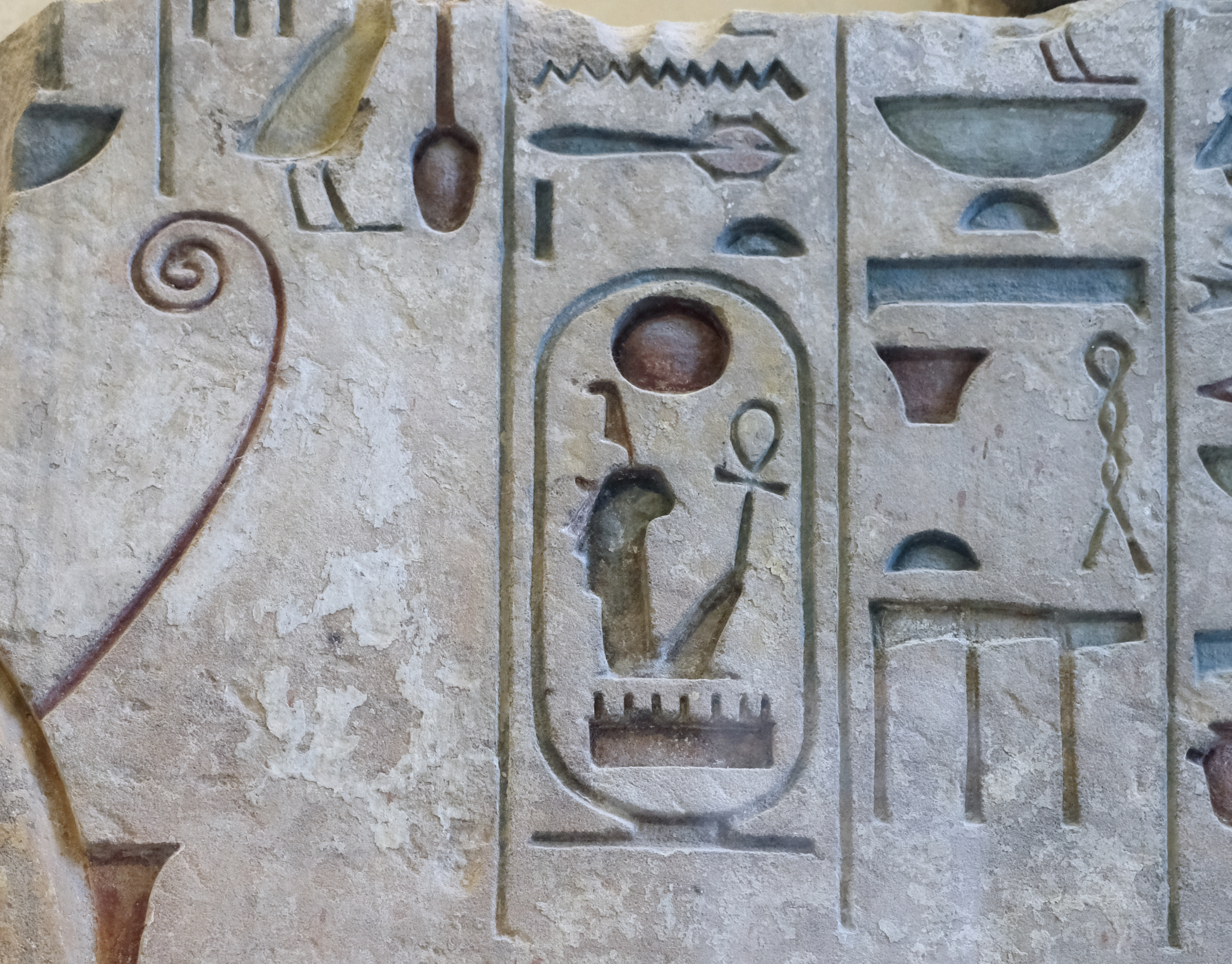
Fragment de reliefs au nom du roi Ouahânkh Antef II (détail) - Paris, Musée du Louvre, E12661 A et B.

La plus ancienne datation attestée du dieu Amon à Karnak se situe pendant son règne. Le Canon royal de Turin (5.14) a une lacune sur son nom et lui attribue un règne de 49 ans. La Chambre des ancêtres à Karnak, datant du règne de Thoutmôsis III, doit probablement le citer, mais les différentes lacunes empêchent de savoir avec certitude à quelle place son nom devait être inscrit, la liste n'étant pas chronologiquement ordonnée. La position (n° 10) peut lui correspondre, s'y trouve inscrit Antef, juste à côté de noms partiellement préservés : In... ou An... (n° 11, peut-être Antef Ier) et Men... (n° 12, peut-être Montouhotep Ier).

### Activités militaires
Le royaume thébain devait très probablement contrôler les 4 premiers nomes de Haute-Égypte après la défaite d'Ânkhtyfy ou de l'un de ses successeurs, et ce depuis l'un de ses successeurs. Antef II s'est rapidement retrouvé impliqué dans une guerre avec ses voisins du nord. Un graffiti découvert par le Theban Desert Road Survey dans le djebel Tjaouti au nord-ouest de Thèbes signale la présence à cet endroit des troupes d'assaut du Fils de Rê, Antef,. On a avancé l'hypothèse que cette inscription se réfère à Antef Ier ou à Antef II dont les soldats combattaient le nomarque de Coptos Tjaouti. À l'appui de cette hypothèse, une stèle érigée par Tjaouti, toute proche et usée, fait état de la construction d'une route pour permettre à son peuple de traverser le désert que le souverain d'un autre nome avait bouclé [quand il est venu pour] combattre mon nome.... Bien qu'il ne soit pas explicitement nommé, Darell Baker et d'autres égyptologues soutiennent que ce souverain doit être soit Antef Ier, soit son successeur Antef II. Quoi qu'il en soit, la défaite de Tjaouti qui s'ensuivit mit finalement Coptos, Dendérah sous contrôle thébain, étendant le royaume thébain de 250 km vers le nord avec une frontière près d'Abydos.
Après cela, Antef II s'est heurté à ses principaux rivaux, les rois d'Héracléopolis Magna pour la possession d'Abydos. La ville changea plusieurs fois de mains, mais Antef II fut finalement victorieux, étendant son règne au nord jusqu'au douzième nome inclus.
Après ces guerres, des relations plus amicales ont été établies et le reste du règne d'Antef a été pacifique. La découverte d'une statue d'Antef II, enveloppée dans une robe de fête-Sed, dans le sanctuaire d'Heqaib à Éléphantine suggère qu'aux environs de la 30e année de son règne, l'autorité de ce roi s'étendait à la région de la Première Cataracte et, peut-être, à une partie de la Basse-Nubie. Cette impression semble confirmée par une expédition menée par Djemi de Gebelein au pays de Ouaouat (c'est-à-dire en Nubie) pendant son règne. Par conséquent, à la mort d'Antef II, il a laissé derrière lui un gouvernement fort à Thèbes qui contrôlait toute la Haute-Égypte et maintenait une frontière jusqu'au sud d'Assiout.

### Monuments
Sur sa stèle funéraire, Antef met l'accent sur ses activités de construction de monuments. Il est significatif que le plus ancien fragment survivant de construction royale à Karnak soit une colonne octogonale portant le nom d'Antef II. Antef est également le premier souverain à construire des chapelles pour Satis et Khnoum sur l'île Éléphantine. En fait, Antef a lancé une tradition de construction royale dans les temples provinciaux de Haute-Égypte qui devait durer tout au long du Moyen Empire.

### Contemporains du règne
- Tjetjy : trésorier en chef et le chambellan des rois Antef II et Antef III[8] ; sa stèle funéraire finement sculptée, aujourd'hui au British Museum[9], montre qu'Antef II revendiquait le double trône d'Égypte mais reconnaît aussi l'étendue limitée de son règne : « L'Horus Ouahânkh, roi de Haute et de Basse-Égypte, fils de Rê, Antef, né de Néférou, lui qui vit éternellement comme Rê, [. ...] cette terre était sous sa domination au sud jusqu'à Yebou et au nord jusqu'à Abydos »[2]. Tjetjy décrit ensuite sa carrière de la manière typique de l'élite égyptienne. Plus important encore, le texte démontre le pouvoir incontesté du roi dans le royaume thébain de la XIe dynastie : « J'étais un favori digne de confiance de mon seigneur, un officiel au grand cœur et au tempérament tranquille dans le palais de son seigneur [...]. Je suis quelqu'un qui aimait le bien et détestait le mal, quelqu'un qui était aimé dans le palais de son seigneur, quelqu'un qui accomplissait tous ses devoirs en obéissant à la volonté de son seigneur. En effet, comme pour chaque tâche qu'il m'a ordonné d'entreprendre [...], je l'ai fait avec justesse et droiture. Jamais je n'ai désobéi aux ordres qu'il m'a donnés ; jamais je n'ai substitué une chose à une autre [...]. De plus, pour chaque responsabilité du palais royal que la majesté de mon seigneur m'a confiée et pour laquelle il m'a fait exécuter une tâche, je l'ai fait pour lui conformément à tout ce que son ka désirait »[2].
- Hetepy : fonctionnaire à Nekheb qui administrait les trois nomes les plus au sud du royaume d'Antef II ; cela signifie qu'il n'y avait pas de nomarques dans les territoires contrôlés par les Thébains ; tout comme dans le cas de Tjetjy, la référence constante au roi dans la stèle d'Hetepy démontre l'organisation centralisée du gouvernement du royaume thébain et le pouvoir du roi, à qui tout était dû : « J'étais un bien-aimé de mon Seigneur et loué par le seigneur de ce pays et sa majesté rendait vraiment ce serviteur heureux. Sa majesté a dit : « Il n'y a personne d'autre que Hetepy qui [...] ait un bon commandement », et ce serviteur l'a très bien fait, et sa majesté a loué ce serviteur pour cela »[8] ; enfin, la stèle de Hetepy mentionne une famine qui s'est produite sous le règne d'Antef II.
- Djary : officier militaire qui a combattu les forces d'Héracléopolis Magna dans le nome d'Abydos pendant la poussée vers le nord des armées d'Antef II[8] ; sa stèle raconte la lutte pour le contrôle de la Moyenne-Égypte : « Antef a combattu la maison de Khety au nord de Thinis. »[10]
- Idoudjou-Iker : un des chefs responsables de la Basse-Nubie qui aida le roi à conquérir Abydos[11].

## Tombe

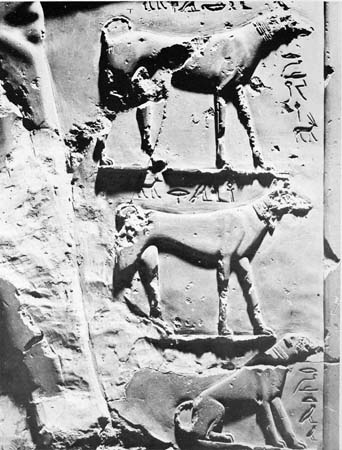
Relief des chiens du roi

Le complexe funéraire d'Antef a été creusé à flanc de colline à El-Tarif sur la rive opposée du Nil en face de Thèbes et est aujourd'hui connu sous le nom de Saff el-Kisasija. Saff signifie "rangée" en arabe et désigne la double rangée de colonnes et les entrées qui donnent sur une grande cour trapézoïdale de 250 mètres sur 70, à l'extrémité orientale de laquelle se trouvait une chapelle mortuaire. Cette chapelle était peut-être destinée à servir de temple de la vallée. Suivant la tradition de ses ancêtres nomarques, Antef a érigé à l'entrée de sa tombe une stèle biographique qui relate les événements de son règne et lui attribue 50 ans de règne,. Une stèle mentionnant les chiens du roi aurait également été érigée devant la tombe. Une autre stèle mentionnant un chien nommé Beha a été découverte, elle a été retrouvée près de la chapelle des offrandes.
La tombe d'Antef a fait l'objet d'une enquête par une commission royale sous le règne de Ramsès IX, vers la fin de la XXe dynastie, car de nombreuses tombes royales étaient alors pillées : « La pyramide-tombeau du roi Sa-Râ ˁIn-ˁo (Antef II) qui se trouve au nord de la Maison de Amenhotep et dont la pyramide est écrasée sur elle [. . .]. Examinée ce jour, elle a été retrouvée intacte. ». Aucun vestige de cette pyramide n'a encore été retrouvé.